# Kemi Adekoya
Oluwakemi dite Kemi Adekoya (née le 16 janvier 1993 à Lagos) est une athlète nigériane naturalisée bahreïnienne, spécialiste du 400 mètres haies.

## Biographie
En mai 2014, elle remporte le 400 m haies du Qatar Athletic Super Grand Prix de Doha, première étape de la Ligue de diamant 2014 en établissant la meilleure performance mondiale de l'année ainsi qu'un nouveau record du Bahreïn en 54 s 59.
Le 19 mars 2016, en parfaite favorite, Adekoya remporte le titre mondial en salle du 400 m lors des championnats du monde en salle de Portland en 51 s 45, nouveau record d'Asie.
Le 26 août 2018, en séries des Jeux asiatiques de Jakarta, elle bat le record des Jeux en 54 s 87 sur 400 m haies. En finale, elle porte le record des Jeux à 54 s 48, et devance la Vietnamienne Quách Thị Lan (55 s 30). Le 28, pour l'inauguration du relais 4 x 400 m mixte en compétition internationale, elle bat avec ses compatriotes le record du monde en 3 min 11 s 89, et s'adjuge la médaille d'or.
En 2019, Kemi Adekoya est suspendue quatre ans à la suite d'un test antidopage positif en novembre,. Ses titres acquis en 2018 lui sont retirés.

## Palmarès
| Date | Compétition                     | Lieu             | Résultat | Épreuve       | Temps         |
| ---- | ------------------------------- | ---------------- | -------- | ------------- | ------------- |
| 2014 | Ligue de diamant                | Ligue de diamant | 3e       | 400 m haies   | détails       |
| 2014 | Coupe continentale              | Marrakech        | 3e       | 400 m haies   | 54 s 70       |
| 2014 | Jeux asiatiques                 | Incheon          | 1re      | 400 m         | 51 s 59       |
| 2014 | Jeux asiatiques                 | Incheon          | 1re      | 400 m haies   | 55 s 77       |
| 2015 | Championnats arabes             | Madinat 'Isa     | 1re      | 400 m         | 54 s 06       |
| 2015 | Championnats arabes             | Madinat 'Isa     | 2e       | 400 m haies   | 57 s 68       |
| 2015 | Championnats arabes             | Madinat 'Isa     | 1re      | 4 x 400 m     | 3 min 36 s 77 |
| 2015 | Championnats d'Asie             | Wuhan            | 1re      | 400 m haies   | 54 s 31       |
| 2015 | Jeux mondiaux militaires        | Mungyeong        | 1re      | 400 m haies   | 55 s 30       |
| 2015 | Jeux mondiaux militaires        | Mungyeong        | 3e       | 4 x 400 m     | 3 min 32 s 20 |
| 2016 | Championnats d'Asie en salle    | Doha             | 1re      | 400 m         | 51 s 67       |
| 2016 | Championnats d'Asie en salle    | Doha             | 1re      | 4 x 400 m     | 3 min 35 s 07 |
| 2016 | Championnats du monde en salle  | Portland         | 1re      | 400 m         | 51 s 45       |
| 2017 | Jeux de la solidarité islamique | Bakou            | 2e       | 400 m         | 51 s 81       |
| 2017 | Jeux de la solidarité islamique | Bakou            | 1re      | 400 m haies   | 54 s 68       |
| 2017 | Jeux de la solidarité islamique | Bakou            | 1re      | 4 x 400 m     | 3 min 32 s 96 |
| 2023 | Jeux panarabes                  | Oran             | 1re      | 400 m         | 51 s 02       |
| 2023 | Jeux panarabes                  | Oran             | 1re      | 400 m haies   | 54 s 36       |
| 2023 | Jeux panarabes                  | Oran             | 2e       | 4 × 400 m     | 3 min 37 s 73 |
| 2023 | Championnats du monde           | Budapest         | 4e       | 400 m haies   | 53 s 09       |
| 2023 | Jeux asiatiques                 | Hangzhou         | 1re      | 400 m         | 50 s 66       |
| 2023 | Jeux asiatiques                 | Hangzhou         | 1re      | 400 m haies   | 54 s 45       |
| 2023 | Jeux asiatiques                 | Hangzhou         | 1re      | 4 x 400 m     | 3 min 27 s 65 |
| 2023 | Jeux asiatiques                 | Hangzhou         | 1re      | 4 x 400 mixte | 3 min 14 s 02 |

## Records
| Épreuve     | Temps   | Lieu     | Date              | Statut        |
| ----------- | ------- | -------- | ----------------- | ------------- |
| 400 m       | 50 s 53 | Hangzhou | 29 septembre 2023 |               |
| 400 m haies | 53 s 09 | Budapest | 24 août 2023      | Record d'Asie |